# Нова Капела (Дубрава)
Нова Капела (хорв. Nova Kapela) — населений пункт у Хорватії, у Загребській жупанії у складі громади Дубрава.

## Населення
Населення за даними перепису 2011 року становило 243 осіб.
Динаміка чисельності населення поселення:

## Клімат
Середня річна температура становить 10,64 °C, середня максимальна – 24,64 °C, а середня мінімальна – -5,69 °C. Середня річна кількість опадів – 807 мм.
| Клімат поселення                              | Клімат поселення | Клімат поселення | Клімат поселення | Клімат поселення | Клімат поселення | Клімат поселення | Клімат поселення | Клімат поселення | Клімат поселення | Клімат поселення | Клімат поселення | Клімат поселення | Клімат поселення |
| Показник                                      | Січ.             | Лют.             | Бер.             | Квіт.            | Трав.            | Черв.            | Лип.             | Серп.            | Вер.             | Жовт.            | Лист.            | Груд.            |                  |
| Середній максимум, °C                         | 5,87             | 7,89             | 12,40            | 16,62            | 21,54            | 24,64            | 24,00            | 23,46            | 19,54            | 14,60            | 9,12             | 4,70             |                  |
| Середня температура, °C                       | 0,08             | 2,10             | 6,62             | 10,84            | 15,76            | 18,86            | 20,34            | 19,80            | 15,87            | 10,94            | 5,46             | 1,04             |                  |
| Середній мінімум, °C                          | −5,69            | −3,67            | 0,84             | 5,04             | 9,97             | 13,08            | 16,68            | 16,15            | 12,21            | 7,27             | 1,80             | −2,62            |                  |
| Норма опадів, мм                              | 44               | 44               | 51               | 62               | 74               | 89               | 76               | 75               | 74               | 75               | 81               | 62               |                  |
| Середньомісячна швидкість вітру, м/с          | 2.10             | 2.30             | 2.70             | 2.54             | 2.38             | 2.10             | 2.10             | 1.90             | 1.91             | 2.00             | 2.10             | 2.10             |                  |
| Середньомісячна сонячна радіація, кДж/м²·день | 4073             | 6865             | 10623            | 15066            | 19294            | 21326            | 22068            | 19276            | 14253            | 8812             | 4555             | 3345             |                  |
| --------------------------------------------- | ---------------- | ---------------- | ---------------- | ---------------- | ---------------- | ---------------- | ---------------- | ---------------- | ---------------- | ---------------- | ---------------- | ---------------- | ---------------- |
| Джерело:                                      |                  |                  |                  |                  |                  |                  |                  |                  |                  |                  |                  |                  |                  |